# Каратобінське
Каратобі́нське (каз. Қаратөбе) — село у складі Шортандинського району Акмолинської області Казахстану. Входить до складу Новоселовського сільського округу.
Населення — 26 осіб (2021; 65 у 2009, 103 у 1999, 125 у 1989).
Національний склад станом на 1989 рік:
- росіяни — 36 %;
- казахи — 35 %.